# Charles L. Scott (General)

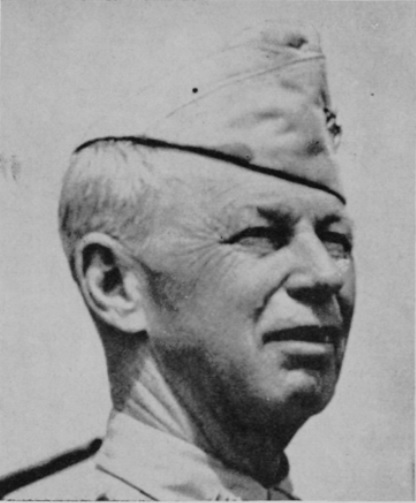
Charles L. Scott

Charles Lewis Scott (* 22. Oktober 1883 in Eliska, Monroe County, Alabama; † 27. November 1954 in Washington, D.C.) war ein Generalmajor der United States Army. Er war unter anderem der erste Kommandeur der 2. Panzerdivision.
Charles Scott war ein Sohn von Robert Gormain Scott (1860–1927) und dessen Frau Mary McClellan English (1854–1942). Väterlicherseits war er ein Enkel des Kongressabgeordneten Charles L. Scott (1827–1899). In den Jahren 1901 bis 1904 durchlief er die United States Military Academy in West Point. Nach seiner Graduation wurde er als Leutnant der Kavallerie zugeteilt. In der Armee durchlief er anschließend alle Offiziersränge vom Leutnant bis zum Zwei-Sterne-General.
Im Lauf seiner militärischen Karriere absolvierte Scott verschiedene Kurse und Schulungen. Dazu gehörten unter anderem die Mounted Service School, das Command and General Staff College und das United States Army War College.
In seinen jüngeren Jahren absolvierte er den für Offiziere in den niederen Rangstufen üblichen Dienst in unterschiedlichen Einheiten und Standorten. Dazu gehörten auch Aufgaben als Stabsoffizier in verschiedenen Hauptquartieren. In den Jahren 1909 bis 1911 und nochmals von 1915 bis 1917 war er auf den Philippinen stationiert. Am Ersten Weltkrieg war er nicht aktiv beteiligt. Stattdessen leitete er in Camp Bowie in Texas die Ankaufstelle für militärisch einsetzbare Tiere, wie Pferde oder Maultiere.
Scott war auch in weiten Teilen der 1920er Jahre mit dem Ankauf von Tieren für das Militär befasst. In den Jahren 1928 und 1929 absolvierte er das Command and General Staff College in Fort Leavenworth in Kansas. Danach war er Quartiermeister in Mitchel Field im Bundesstaat New York. In den Jahren 1930 und 1931 war er Ausbilder an der Cavalry School. Im November 1931 wurde er zum Trainer der amerikanischen Reitermannschaft für die Olympischen Sommerspiele 1932 in Los Angeles ernannt. Bei den Spielen gewann sein Team fünf Medaillen (einmal Gold und je zweimal Silber und Bronze).
Danach studierte er bis 1933 am Army War College. Zwischen 1933 und 1936 diente er im Stab des Hauptquartiers der Kavallerie, wo er die Abteilung für Materialbeschaffung leitete (Officer in Charge of Material & Equipment Section). In dieser Zeit begann die allmähliche Umstellung der Kavallerie von der klassischen Reitertruppe zu damals modernen Panzereinheiten. Danach kommandierte er zwischen 1936 und 1939 das 13. Kavallerieregiment. Daran schloss sich eine Versetzung zur damaligen 1st Corps Area in South Boston an, wo er in deren Stabsabteilung G3 (Operationen) tätig war.
Zwischen Juli und November 1940 war Charles Scott der erste Kommandeur der damals neu aufgestellten 2. Panzerdivision. Danach war er bis zum Dezember 1941 kommissarischer Kommandeur der amerikanischen Panzertruppen (Acting Chief of the Armored Force). Gleichzeitig kommandierte er das I Armored Corps, das nicht mit dem I. Korps zu verwechseln ist. Scott nahm mit seiner Einheit an umfangreichen Manövern in Louisiana teil.
Nach dem amerikanischen Eintritt in den Zweiten Weltkrieg wurde Scott nach Kairo in Ägypten versetzt, wo er als amerikanischer Militärattaché und Beobachter bei der 8. Britischen Armee tätig war. Diese Funktion übte er zwischen Januar und Juli 1942 aus. Danach kommandierte er bis zum Dezember 1943 das Armored Force Replacement Training Center in Fort Knox. Anschließend hatte er bis zum Februar 1944 den Oberbefehl über das US-Panzerkommando (Armored Command). Schließlich übernahm er das Kommando über das Armored Center in Fort Knox, das er in den Jahren 1944 und 1945 innehatte. Am 28. Februar 1946 schied er aus dem aktiven Militärdienst aus.
Charles Scott verbrachte seinen Lebensabend in Washington, D.C. wo er am 27. November 1954 verstarb. Er wurde auf dem amerikanischen Nationalfriedhof Arlington beigesetzt.

## Orden und Auszeichnungen
Charles Scott erhielt im Lauf seiner militärischen Laufbahn unter anderem folgende Auszeichnungen:
- Army Distinguished Service Medal
- Order of the British Empire (Großbritannien)
- Ordem do Mérito Militar (Brasilien)